# Heikki Huttunen
Fader Heikki Huttunen, född 1960, är en finländsk östortodox präst. Han fungerar som generalsekreterare för Ekumeniska Rådet i Finland sedan 2006. Tidigare var han församlingspräst i Helsingfors ortodoxa församlings kyrka i Esbo. Han har varit ordförande i den ortodoxa prästernas förbund och i de ortodoxa ungdomarnas världsförbund Syndesmos, samt innehaft flera förtroendeuppdrag inom den ekumeniska rörelsen nationellt och internationellt. 
Huttunen talar flytande finska, svenska, engelska, ryska, franska, spanska och estniska samt kan dessutom gammal- och nygrekiska, kyrkslaviska, karelska och tyska.

## Utmärkelser
- Vita stjärnans orden, tredje klass,  16 november 2001[1]
- Biskop Platon-orden[2]

[Redigera Wikidata]